# Staatskapelle Dresden
De Staatskapelle Dresden werd in 1548 als hoforkest van de keurvorsten van Saksen opgericht. Het is Europa's oudste symfonieorkest. De officiële naam luidt Sächsische Staatskapelle Dresden. Dit orkest is verbonden aan de Semperoper te Dresden.
Al spoedig na de oprichting bereikte het orkestspel een hoog niveau. Niemand minder dan Heinrich Schütz, jarenlang de kapelmeester, noemde het in de zeventiende eeuw al het beste orkest van Europa. Vele componisten droegen er hun werken aan op. Van bijvoorbeeld Antonio Vivaldi is een concerto per il orchestra di Dresda bekend. Door de jaren heen stonden er talloze beroemde dirigenten voor het orkest, onder andere Richard Wagner, Fritz Busch, Fritz Reiner, Eugen Jochum, Karl Böhm, Franz Konwitschny en Rudolf Kempe. Ook in de DDR-tijd kon men het hoge muzikale niveau handhaven. Onder Giuseppe Sinopoli werd steeds duidelijk dat dit orkest samen met het Concertgebouworkest, de Wiener Philharmoniker en de Berliner Philharmoniker tot de absolute top behoort. Onder Sinopoli's leiding vierde men in 1998 het 450-jarig bestaan. Ook twee Nederlandse dirigenten hebben een band met dit orkest, namelijk Hans Vonk en Bernard Haitink, de chef-dirigent na de plotselinge dood van Sinopoli in 2001. Eredirigent was de Brit Sir Colin Davis.
Aangezien de Staatskapelle Dresden ook en allereerst een operaorkest is, kan men jaarlijks slechts enkele tientallen symfonische concerten verzorgen. Het orkest maakte vele buitenlandse tournees, maar het is tekenend dat men pas zes keer aan de Londense Promsconcerten heeft kunnen meewerken. De Staatskapelle Dresden is vooral beroemd om de interpretatie van werken van Mozart en Richard Strauss. Deze componist dirigeerde het orkest vaak, met name in premières van zijn opera's. Hij schreef zijn symfonisch gedicht Eine Alpensymphonie voor dit orkest.
De speelstijl van het orkest laat zich niet eenvoudig omschrijven. Er zijn geen orkestgroepen die bijzonder opvallen, behalve soms de relatief lichte pauken. De eenheid van opvatting, de haast kamermuziekachtige musiceerstijl en het beheerste samenspel staan in scherpe tegenstelling tot menig orkest dat het van vurige tempi, extreme forti en gepolijste klanken moet hebben.

## Belangrijke eerste dirigenten
- Johann Walter (1548–1554)
- Mattheus Le Maistre (1555–1568)
- Antonio Scandello (1568–1580)

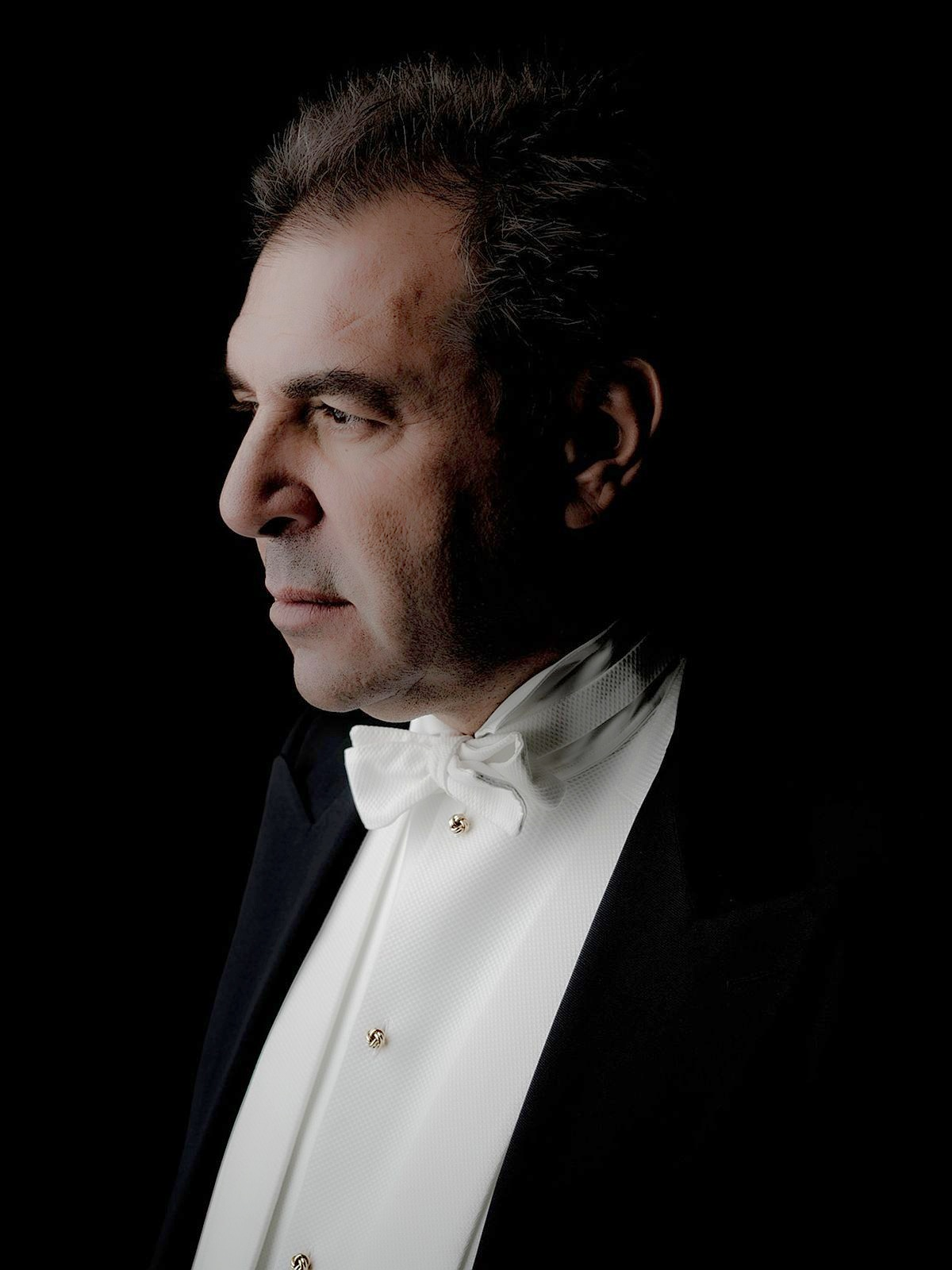
Daniele Gatti (2017), erste dirigent 2024 -

- Giovanni Battista Pinelli (1580–1584)
- Rogier Michael (1587–1619)
- Heinrich Schütz („Henricus Sagittarius“) (1615–1672, Hofkapellmeister)
- Vincenzo Albrici (1654–1680)
- Giovanni Andrea Bontempi (1656–1680)
- Carlo Pallavicini (1666–1688)
- Nicolaus Adam Strungk (1688–1700, Hofkapellmeister)
- Johann Christoph Schmidt (1697–1728, Hofkapellmeister)
- Antonio Lotti (1717–1719)
- Johann David Heinichen (1717–1729)
- Giovanni Alberto Ristori (1725–1733)
- Johann Adolph Hasse (1733–1763, Hofkapellmeister)
- Johann Gottlieb Naumann (1776–1801, Hofkapellmeister)
- Ferdinando Paër (1802–1806, Hofkapellmeister)
- Francesco Morlacchi (1810–1841, Hofkapellmeister)
- Carl Maria von Weber (1816–1826, Hofkapellmeister)
- Carl Gottlieb Reißiger (1826–1859, Hofkapellmeister)
- Richard Wagner (1843–1848, Hofkapellmeister)
- Carl August Krebs (1850–1880)
- Julius Rietz (1860–1877, Hofkapellmeister)
- Franz Wüllner (1877–1882, Hofkapellmeister)
- Ernst von Schuch (1872–1914, Hofkapellmeister, vanaf 1889 Generalmusikdirektor)
- Hermann Kutzschbach (1898–1936)
- Kurt Striegler (1905–1958)
- Karl Pembaur (Kapellmeister 1913–1939)
- Fritz Reiner (1914–1921)
- Fritz Busch (1922–1933)
- Karl Böhm (1934–1942)
- Karl Elmendorff (1943–1944)
- Joseph Keilberth (1945–1950)
- Rudolf Kempe (1950–1953)
- Franz Konwitschny (1953–1955)
- Lovro von Matačić (1956–1958)
- Otmar Suitner (1960–1964)
- Kurt Sanderling (1964–1967)
- Martin Turnovsky (1967–1968)
- Herbert Blomstedt (1975–1985)
- Hans Vonk (1985–1990)
- Giuseppe Sinopoli (1992–2001)
- Bernard Haitink (2002–2004)
- Fabio Luisi (2007-2010)
- Christian Thielemann (2012-2024)
- Daniele Gatti (2024-heden)